# Karura (district)
Karura est un district de la région Semien-Keih-Bahri de l'Érythrée. La principale ville et capitale de ce district est Karora. 